# Fabienne Dufour
Pour les articles homonymes, voir Dufour.
Fabienne Dufour, née le 11 juillet 1981 à Bastogne, est une nageuse belge.

## Carrière
Elle remporte aux Championnats d'Europe de natation 2000 la médaille d'argent du relais 4x100 mètres 4 nages avec Brigitte Becue, Sofie Wolfs et Nina van Koeckhoven.